# 新巴43A線
新巴43A線是新巴已停辦的港島市區巴士路線，循環來往田灣邨及西營盤。祇於星期一至五日間非繁忙時間提供服務。
順帶一提，本線在薄扶林道採取半直通模式運作，祇作有限度停站，與新巴30X線相似。

## 歷史
港鐵港島綫西延於2015年3月29日全線通車，同年5月中旬進行西區及南區的巴士路線重組計劃。根據重組計劃，新巴43X線及46X線因客量長期偏低而於5月17日起取消。但由於43X線是來往華貴邨及瑪麗醫院的唯一一條巴士路線，該路線取消後使華貴邨前往瑪麗醫院的人士（尤其是長者）帶來不便，故新巴特意開辦本線，以方便乘客。

### 年表
- 2015年5月18日：本線開辦，循環來往田灣邨及西營盤，祇於星期一至五09:30-15:30提供服務，公眾假期除外[1]。
- 2016年3月21日：取消服務[2]

## 服務時間（詳細班次）
| 田灣邨開   | 田灣邨開                   |
| 日期       | 開出時間                   |
| ---------- | -------------------------- |
| 星期一至五 | 09:30、10:30、11:30、12:30 |
| 星期一至五 | 13:30、14:30、15:30        |

星期六、日及公眾假期不設服務

## 收費
全程：$5.6
- 瑪麗醫院往西營盤：$4.4
- 高樂花園往田灣邨：$5.6
- 瑪麗醫院往田灣邨：$4.2
- 華富道往田灣邨：$3.2

| - 本線設有12歲以下小童及65歲或以上長者半價優惠。 - 65歲或以上香港居民使用「樂悠咭」，以及12歲以下合資格殘疾兒童使用「殘疾人士身份」個人八達通繳付車資，均可享有每程$2.0或半價（以較低者為準）的票價優惠；12至64歲合資格殘疾人士使用「殘疾人士身份」個人八達通（包括「樂悠咭」），以及60至64歲香港居民使用「樂悠咭」繳付車資，均可享有每程$2.0或全費（以較低者為準）的票價優惠。 - 65歲或以上長者如使用長者或一般個人八達通繳付車資，則只可享有半價優惠；12至64歲合資格殘疾人士如不使用「殘疾人士身份」個人八達通，以及60至64歲人士如不使用「樂悠咭」繳付車資，必須繳付全費。 - 乘客可以現金或八達通於上車時付款，不設找續。 - 每位成人乘客可免費攜帶最多兩名4歲以下而不佔座位的兒童乘客乘車，超額之4歲以下小童必須繳付小童車費乘車。 - 九龍巴士、城巴及龍運巴士全職員工及家屬（不包括外判職員）可免費乘搭本路線，惟必須拍職員或職員家屬八達通。 - 乘客亦可使用AlipayHK「易乘碼」、支付寶、 WeChatHK／微信支付「搭車碼」、銀聯雲閃付「乘車碼」及BOC Pay「乘車碼」、具有感應式支付功能的VISA、Mastercard及銀聯卡，以及Apple Pay、Google Pay及Samsung Pay流動支付平台繳付車資。使用此支付方式的乘客可享有中途下車之分段收費，以及與其他城巴獨營路線或聯營線城巴班次之轉乘優惠，惟不適用於與非城巴路線之轉乘優惠。使用此支付方式的乘客亦不能享有「公共交通費用補貼計劃」及「長者及合資格殘疾人士公共交通票價優惠計劃」。 |

- 往西營盤方向，由田灣邨至山道沿途各站登車的乘客，若需繼續前往香港大學西閘或之後往田灣邨方向的巴士站，需於李陞小學站重新繳付車資。

## 行車路線
經：田灣街、田灣山道、田灣山道天橋、田灣海旁道、華貴邨巴士總站、田灣海旁道、石排灣道、薄扶林道、山道天橋、干諾道西、東邊街、干諾道西、西邊街、薄扶林道、石排灣道、田灣山道天橋、田灣海旁道、華貴邨巴士總站、田灣海旁道、田灣山道天橋、田灣山道、石排灣道及田灣街。

### 沿線車站

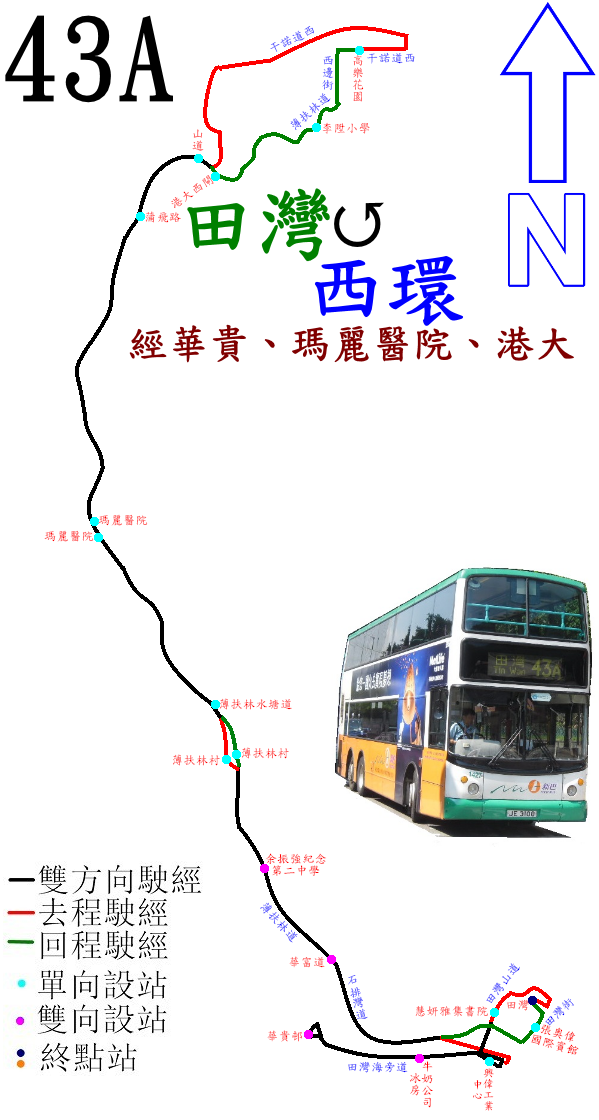
此線的走線圖

| 1        | 田灣邨             | 田灣邨公共運輸交匯處 |
| 2        | 保良局慧妍雅集書院 | 田灣山道             |
| 3        | 華貴邨             | 華貴邨巴士總站       |
| 4        | 牛奶公司冰廠及冷房 | 田灣海旁道           |
| 5        | 華富道             | 石排灣道             |
| 6        | 余振強紀念第二中學 | 薄扶林道             |
| 7        | 薄扶林村           | 薄扶林道             |
| 8        | 瑪麗醫院           | 薄扶林道             |
| 9        | 山道               | 薄扶林道             |
| 山道天橋 |                    |                      |
| 10       | 高樂花園           | 干諾道西             |
| 11       | 李陞小學           | 薄扶林道             |
| 12       | 香港大學西閘       | 薄扶林道             |
| 13       | 蒲飛路             | 薄扶林道             |
| 14       | 瑪麗醫院           | 薄扶林道             |
| 15       | 薄扶林水塘道       | 薄扶林道             |
| 16       | 薄扶林村           | 薄扶林道             |
| 17       | 余振強紀念第二中學 | 薄扶林道             |
| 18       | 華富道             | 石排灣道             |
| 19       | 興偉工業中心       | 田灣海旁道           |
| 20       | 牛奶公司冰廠及冷房 | 田灣海旁道           |
| 21       | 華貴邨             | 華貴邨巴士總站       |
| 22       | 明愛張奧偉國際賓館 | 田灣街               |
| 23       | 田灣邨             | 田灣邨公共運輸交匯處 |

## 利用狀況
根據區議會文件資料指出，此路線載客情況如下：
- 2015年[3]︰每日平均只有約44人次，被形容為「乘客量十分極低」。
- 2016年[4]：從開辦以來使用量極低，平均每班車次只接載約7名乘客，最繁忙一小時的最高載客率僅為5%。票務收入未能支付日常營運開支，出現嚴重虧蝕情況，而且巴士資源運用亦不理想，需要終止服務。